# 門迪-穆尼胡縣
6°08′S 143°39′E / 6.133°S 143.650°E
門迪-穆尼胡縣（英語：Mendi-Munihu District），是巴布亞新畿內亞南高地省的縣份之一，位於新畿內亞島東部，首府設於門迪，面積1,354平方公里，2011年人口144,629，人口密度每平方公里110人。